# اکس-آن-پرووانس
اکس-ان-پرووانس ((به فرانسوی: Aix-en-Provence), [ɛk.sɑ̃.pʀɔ.ˈvɑ̃s] ()) شهری در شهرستان بوش دو رون در ناحیه پروانس آلپ-کوت دازور با جمعیت ۱۴۲٬۵۳۴ نفر که در کشور فرانسه واقع شده‌است.
این شهر در سال ۱۲۲ (پیش از میلاد) به دست ارتشیان گایوس سکتوس کالوینوس با نام داکوآ سکتی پایه‌ریزی شد. امروزه این شهر جمعیتی بالغ بر۱۴۱٫۵۴۵ نفر دارد و در رده ۲۴امین شهر فرانسه از نظر جمعیت قرار دارد. این شهر بخشی از جمعیت شهرنشین مارسی را دربرگرفته که مجموعاً جمعیتی بالغ بر ۱٫۶۱۸٫۳۶۹ نفر را دربرگرفته و سومین جمعیت بزرگ شهرنشین فرانسه را داراست.
پردیس دانشگاه Arts et Métiers ParisTech و Aix-Marseille Université از جمله مراکز دانشگاهی معروف این شهر می‌باشند.

## نگارخانه

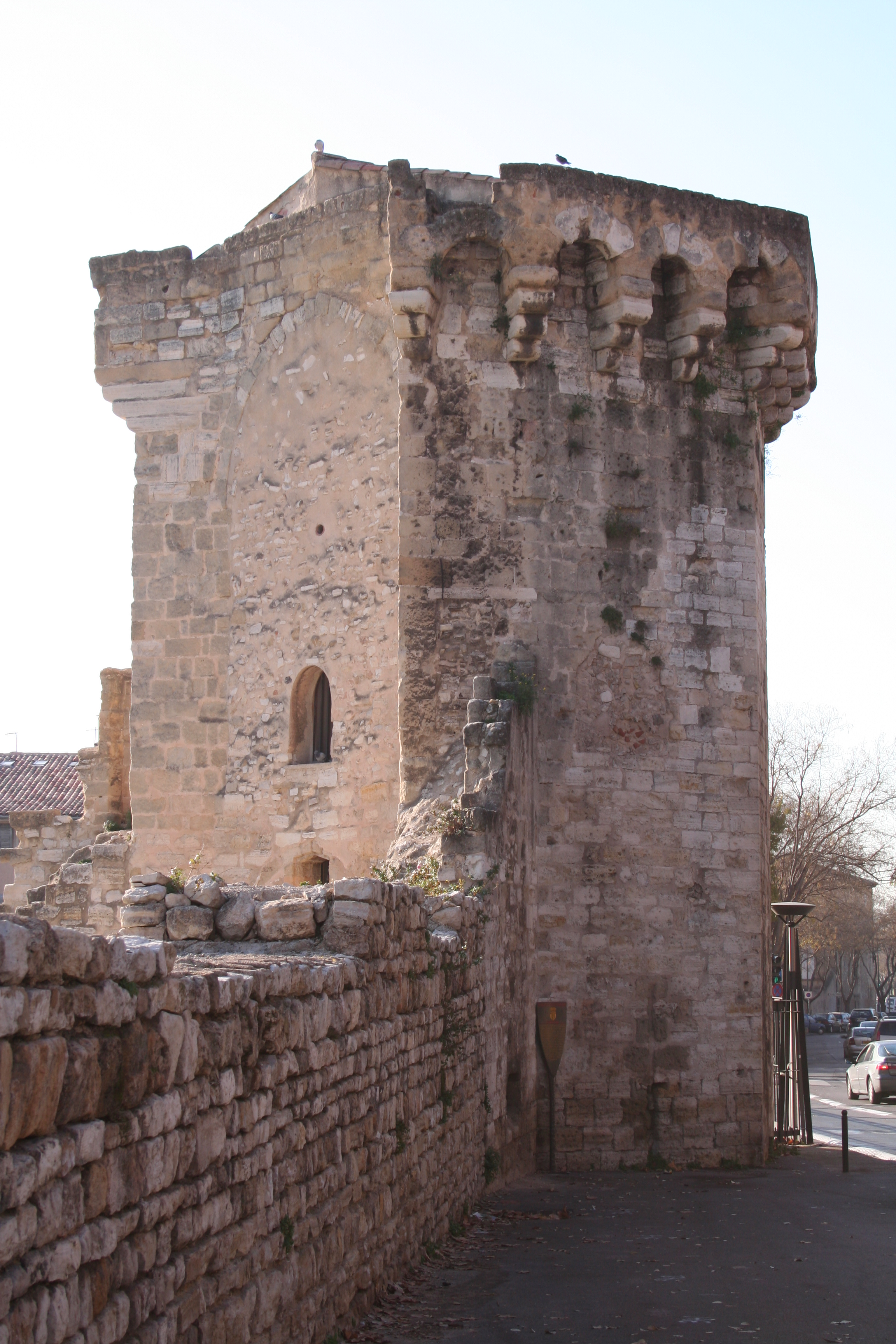
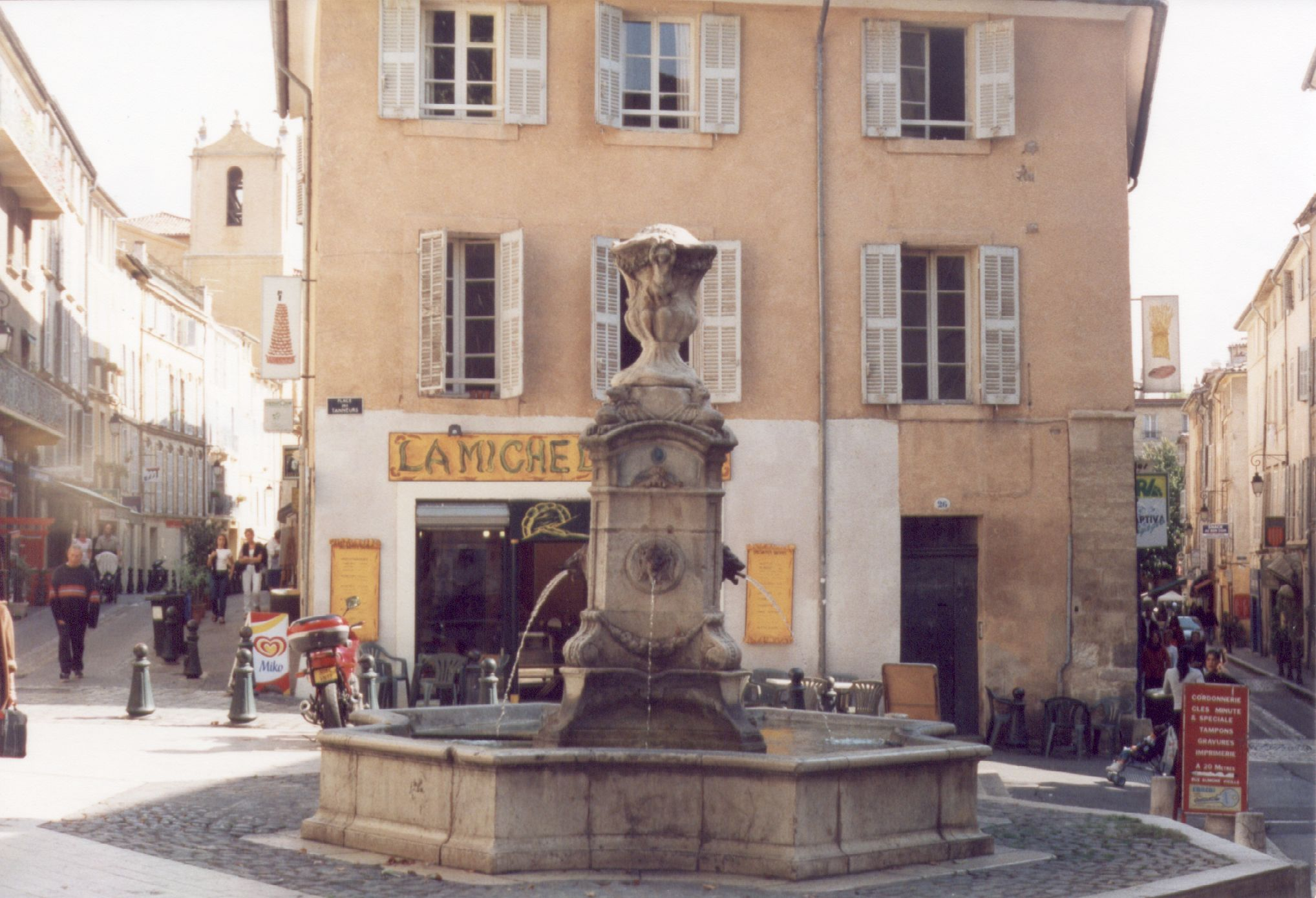
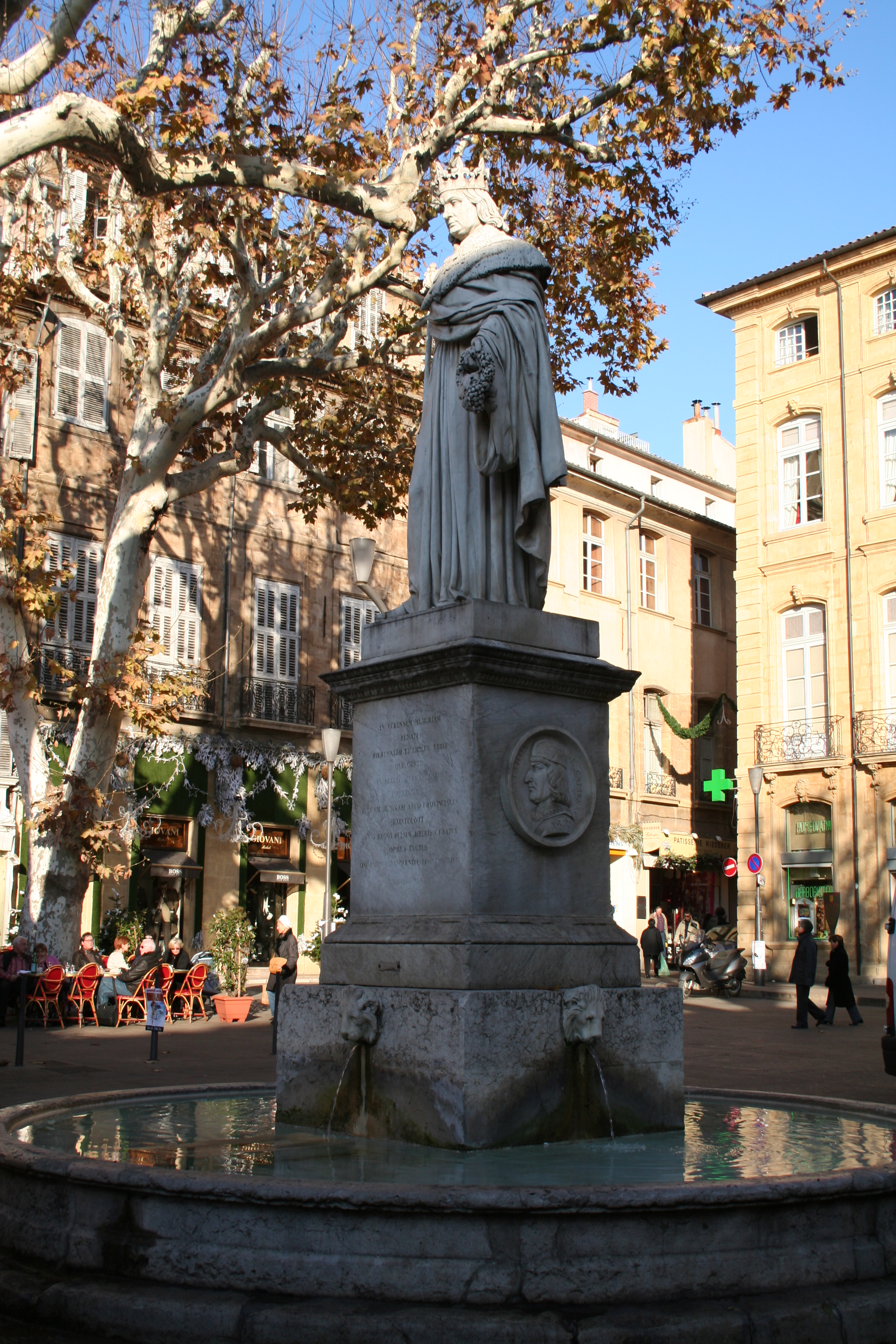
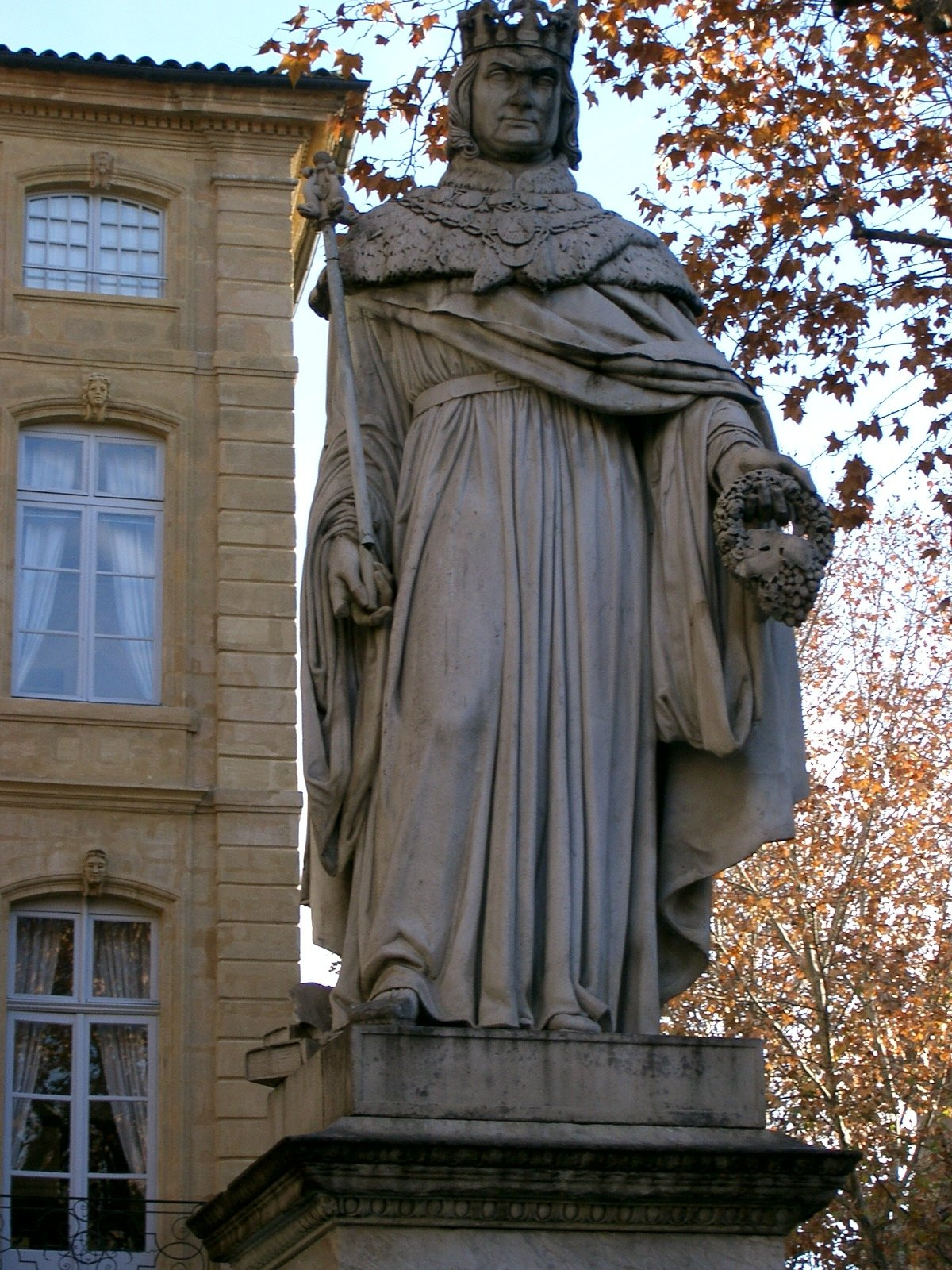
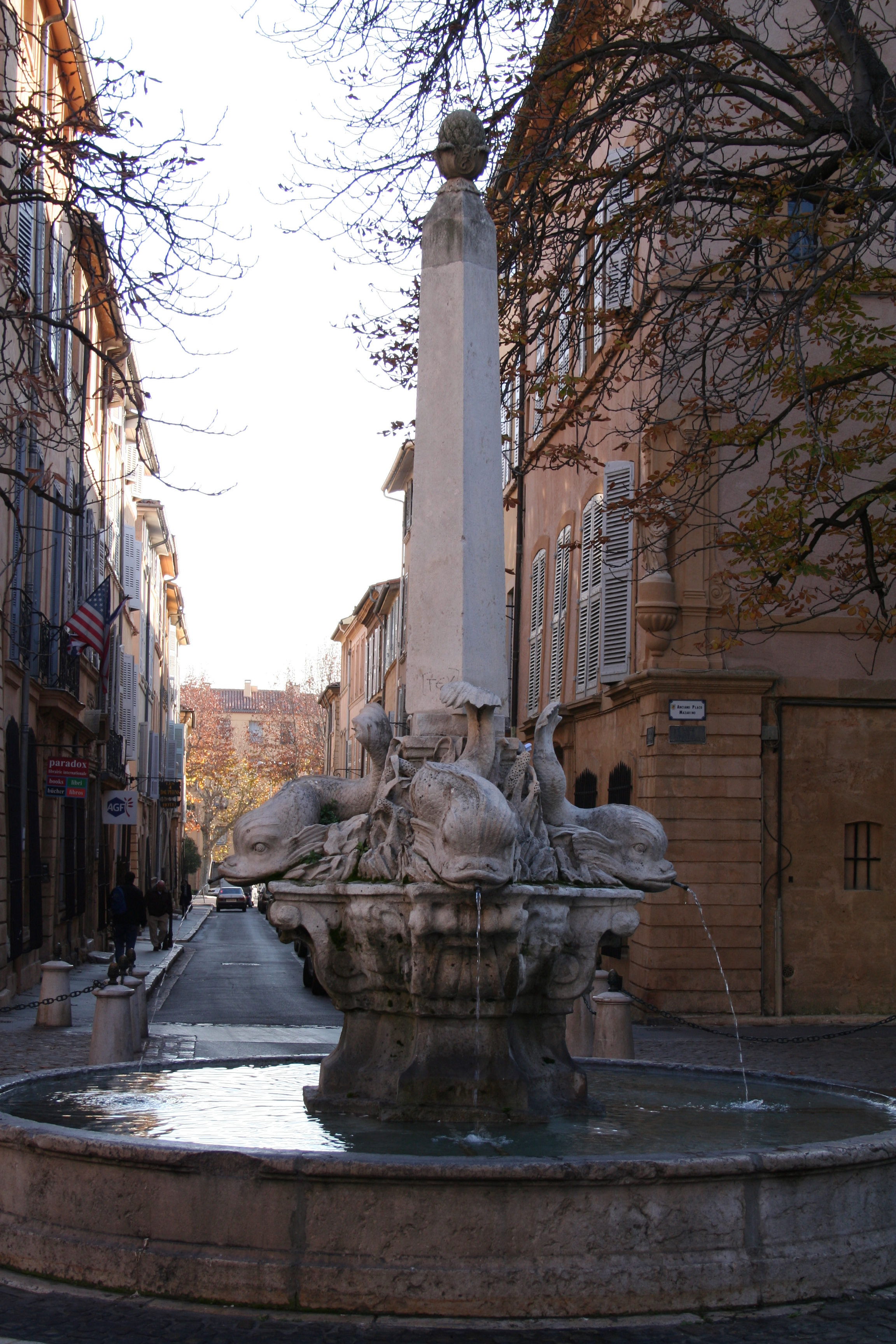
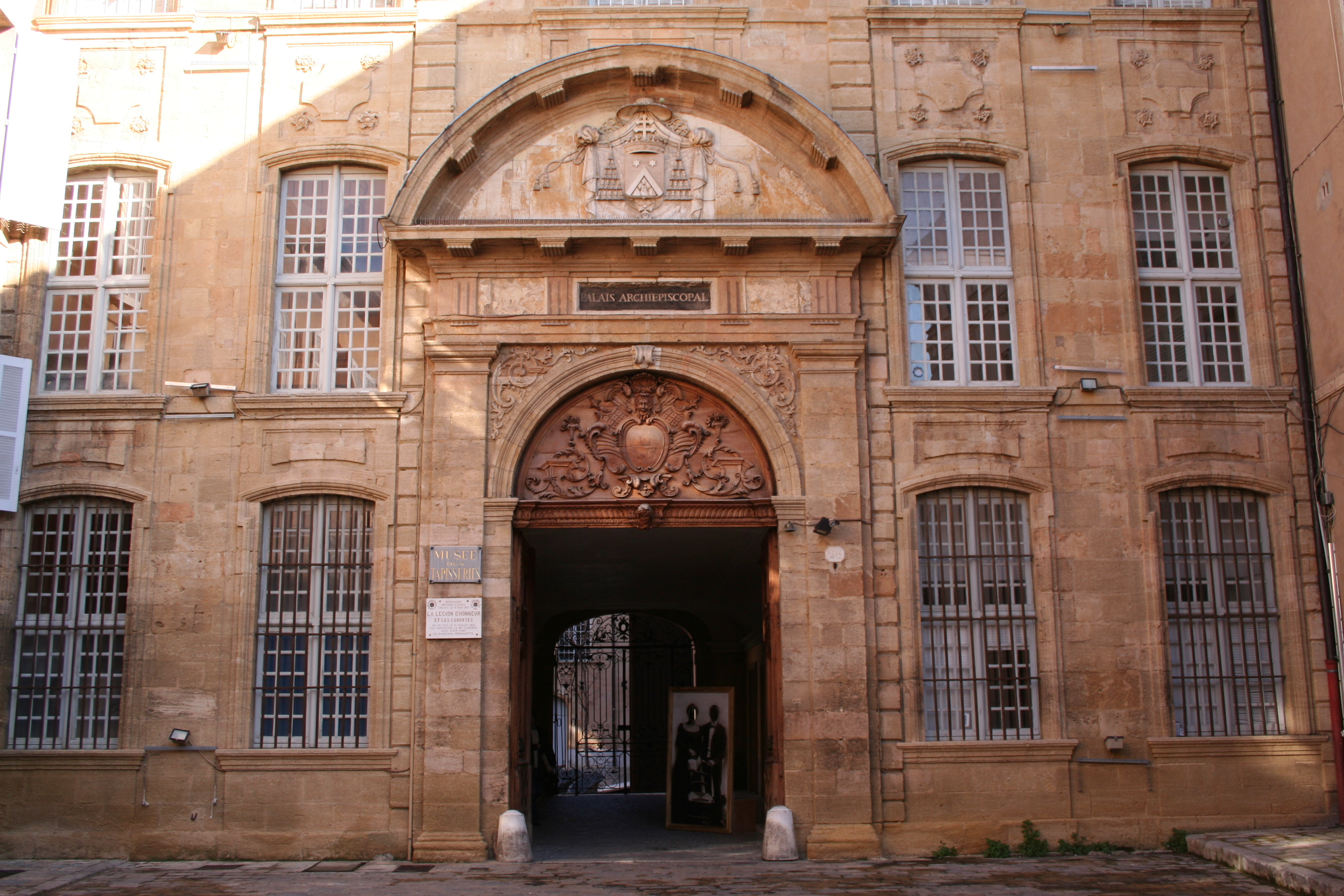
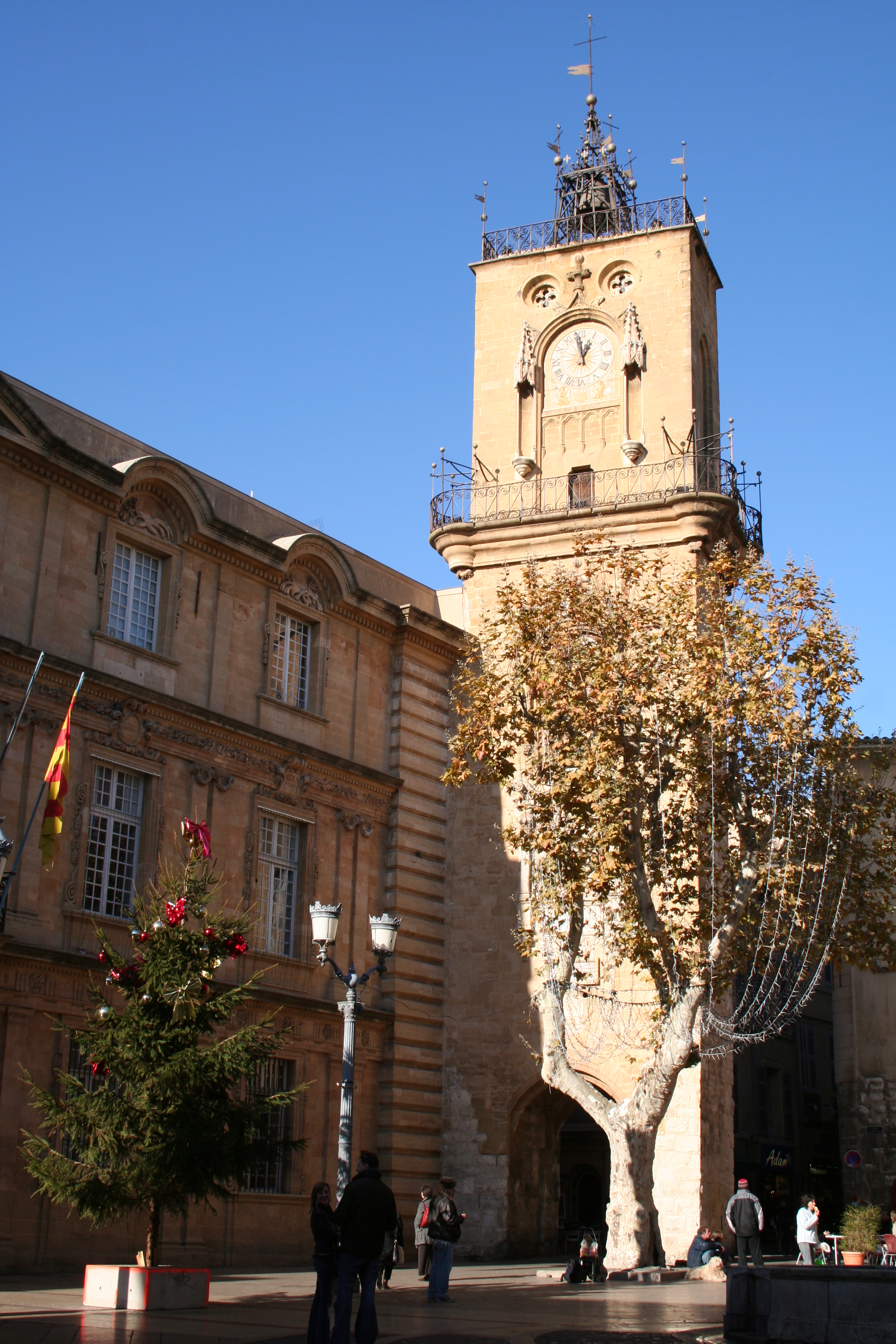
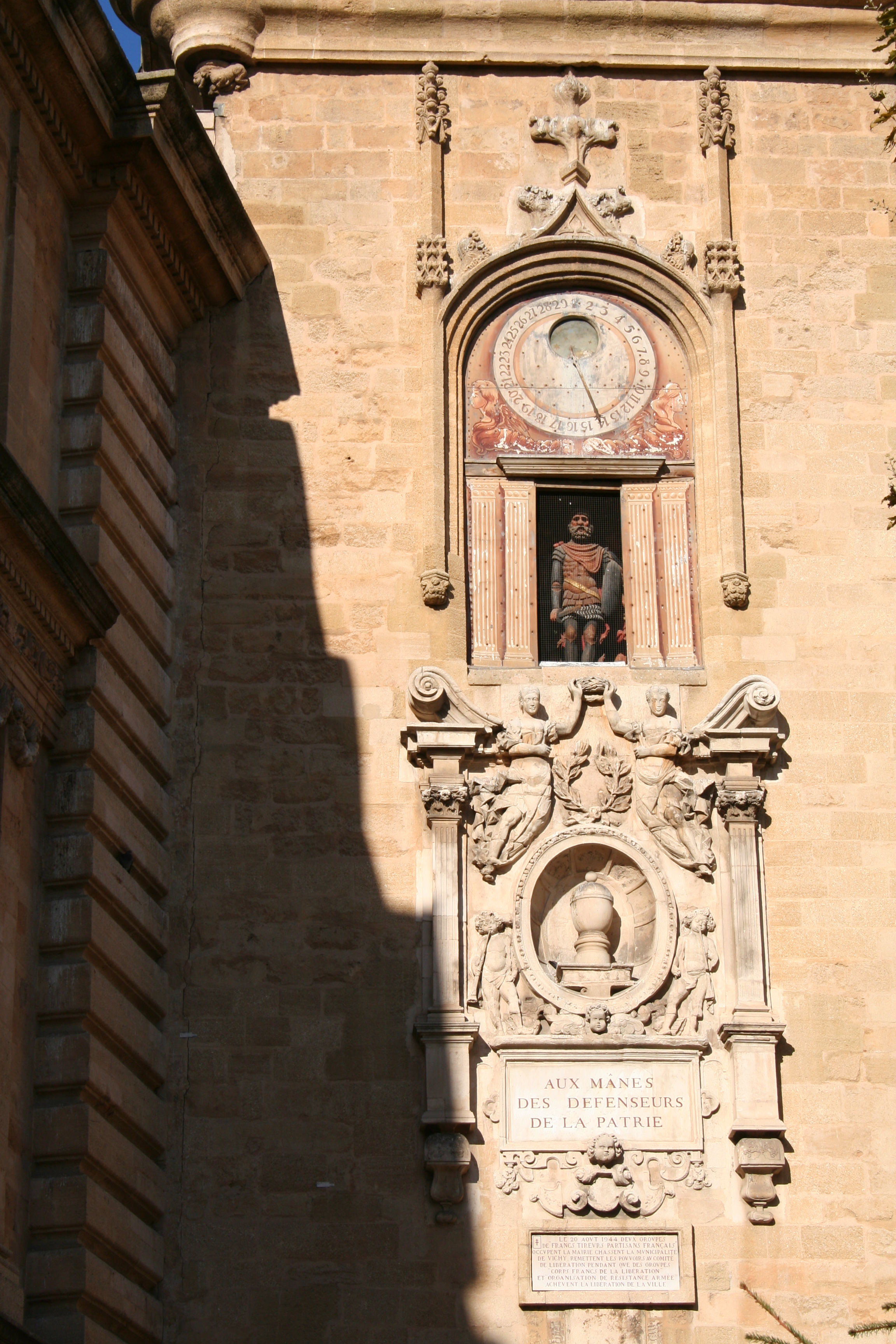
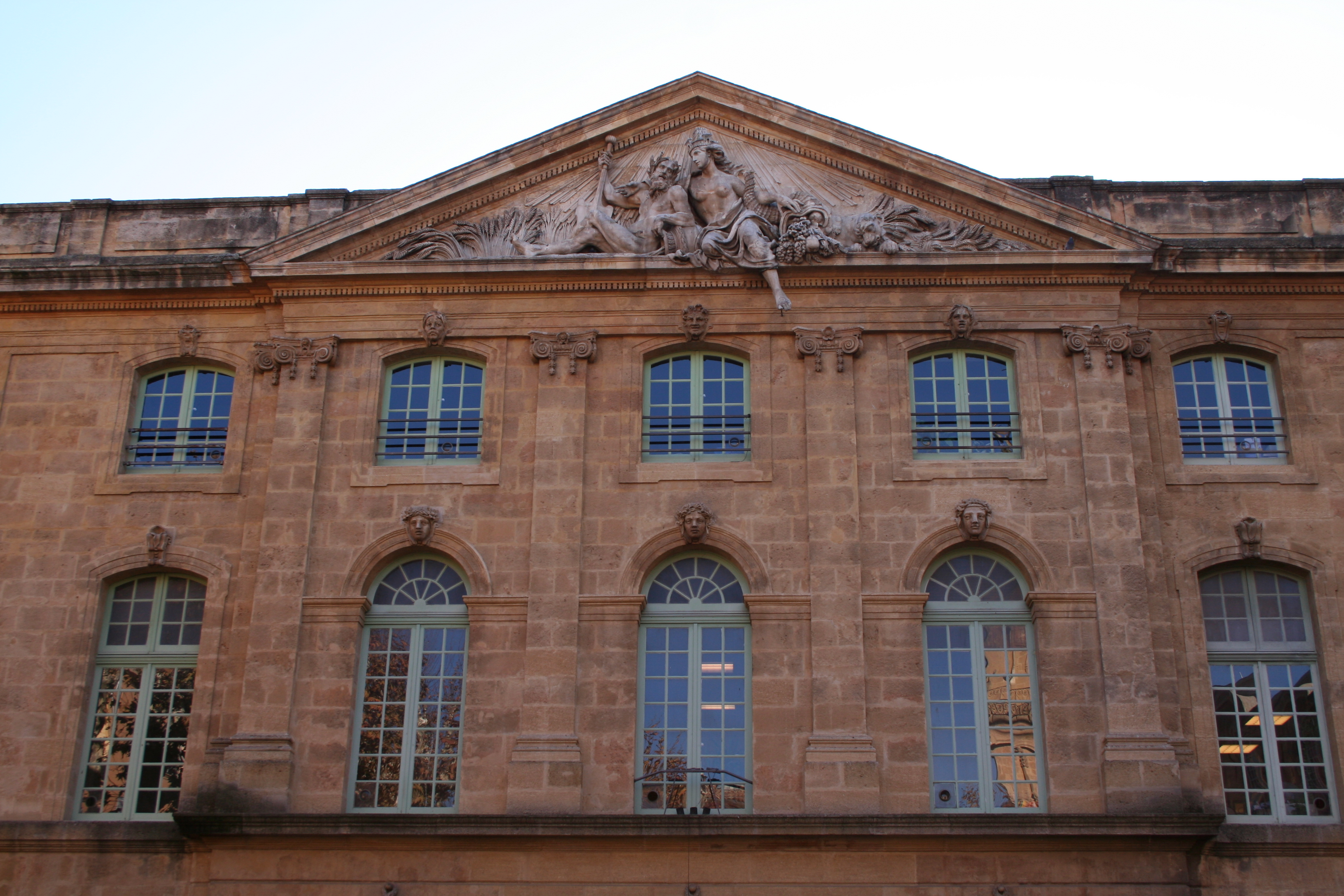
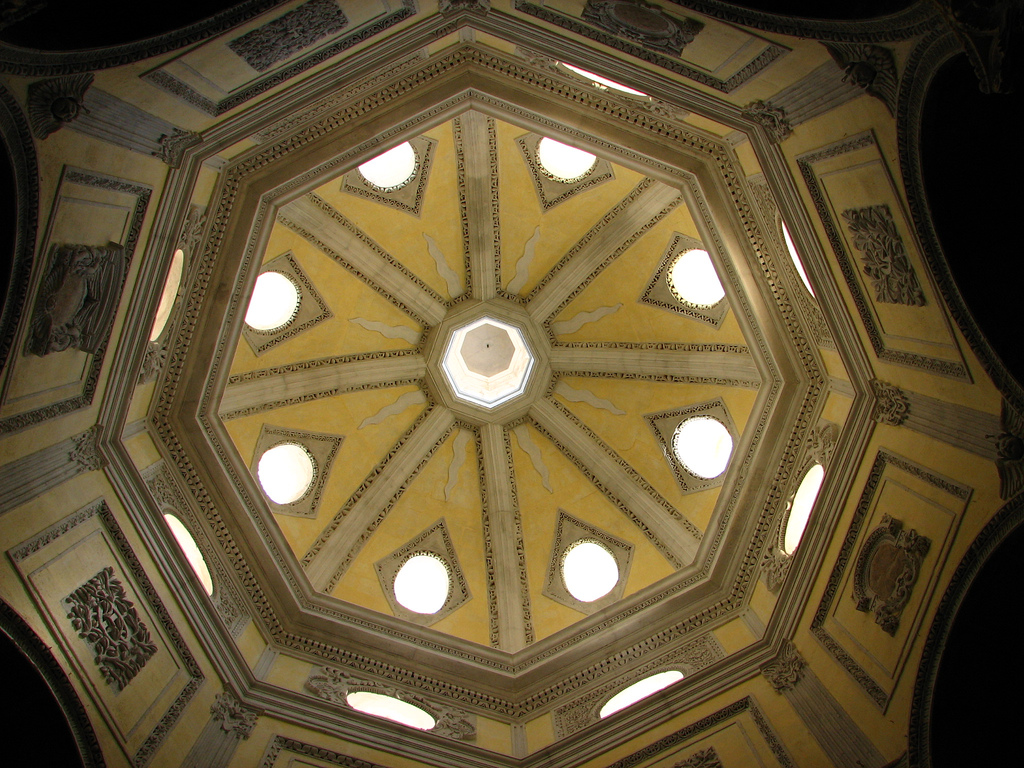
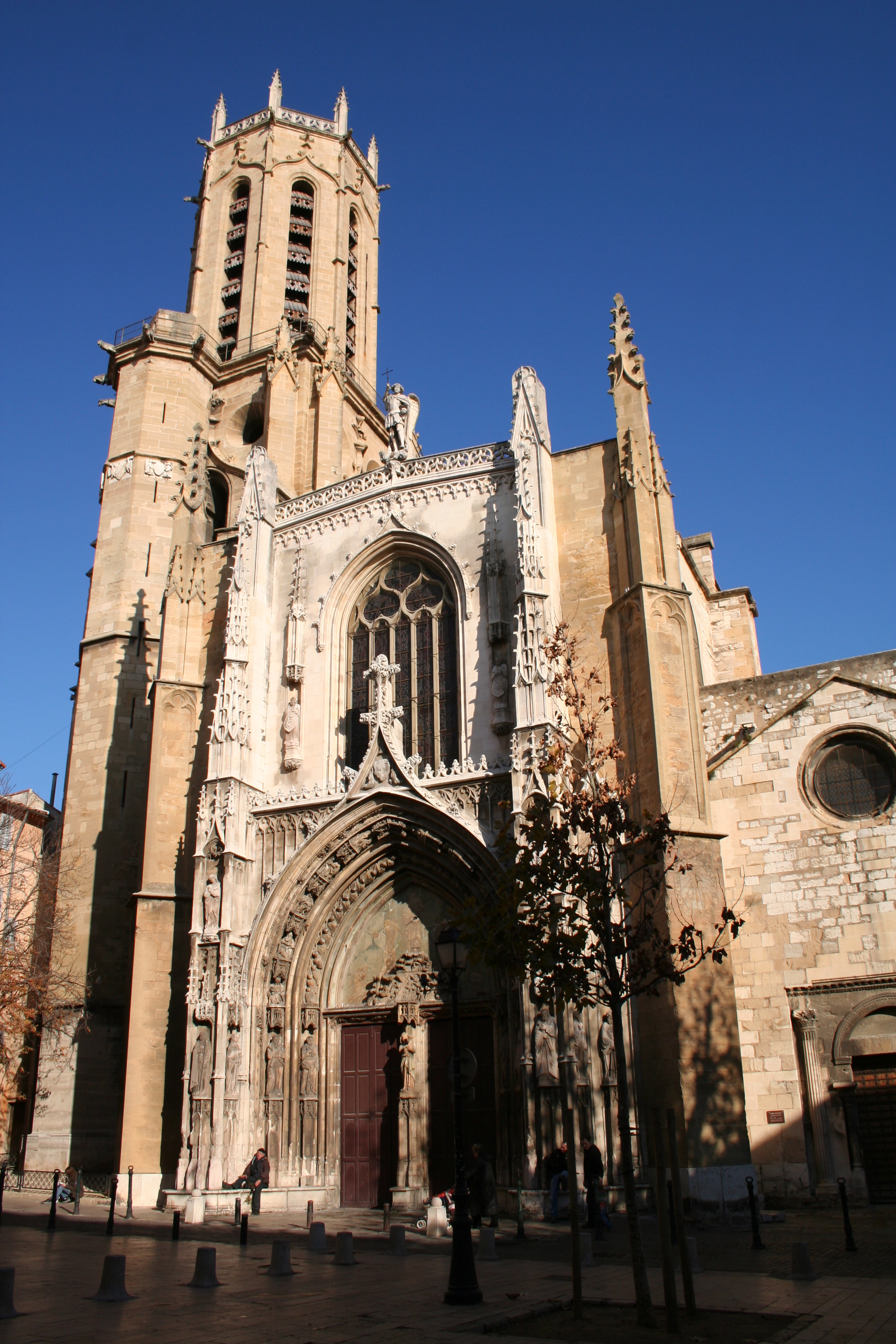
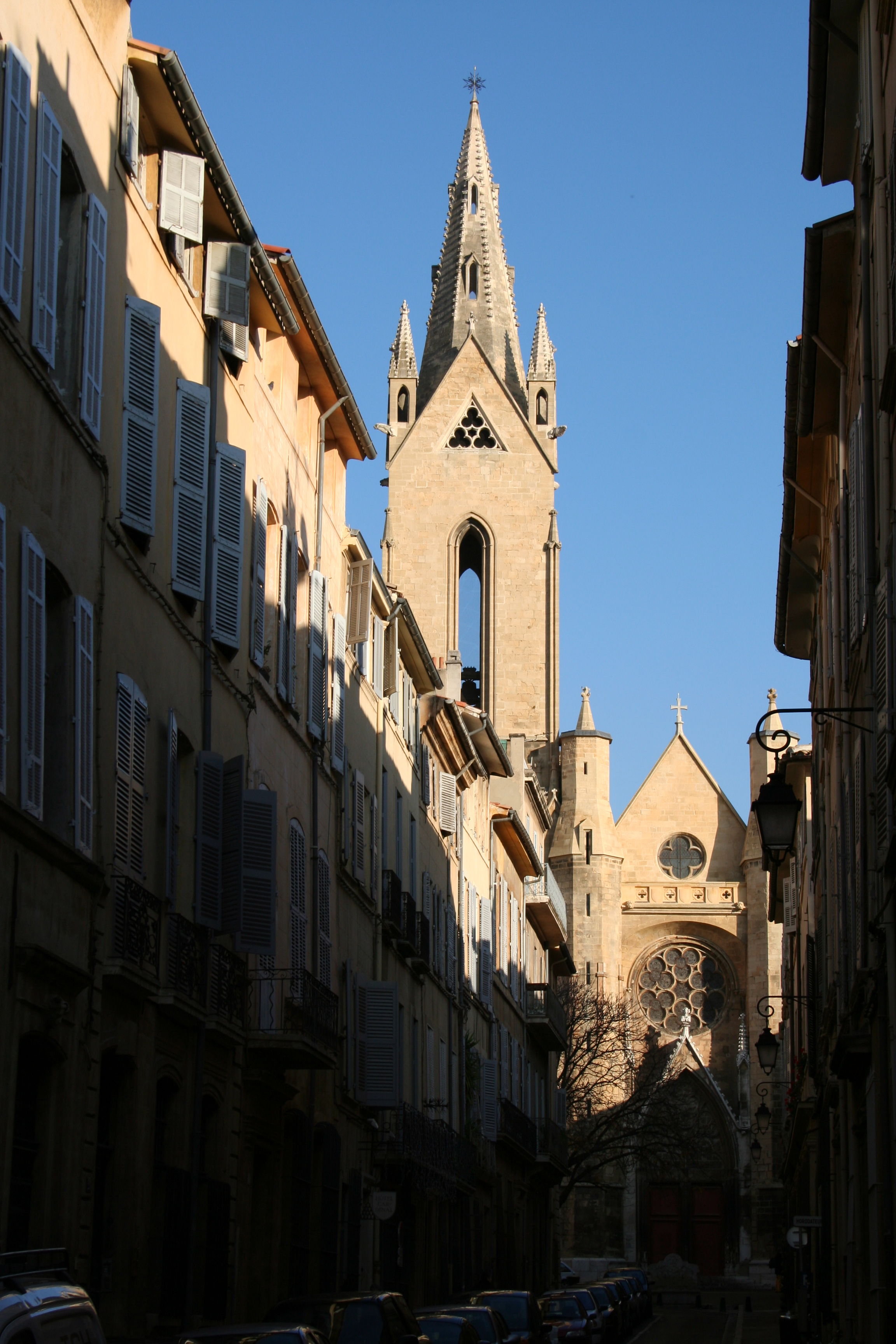
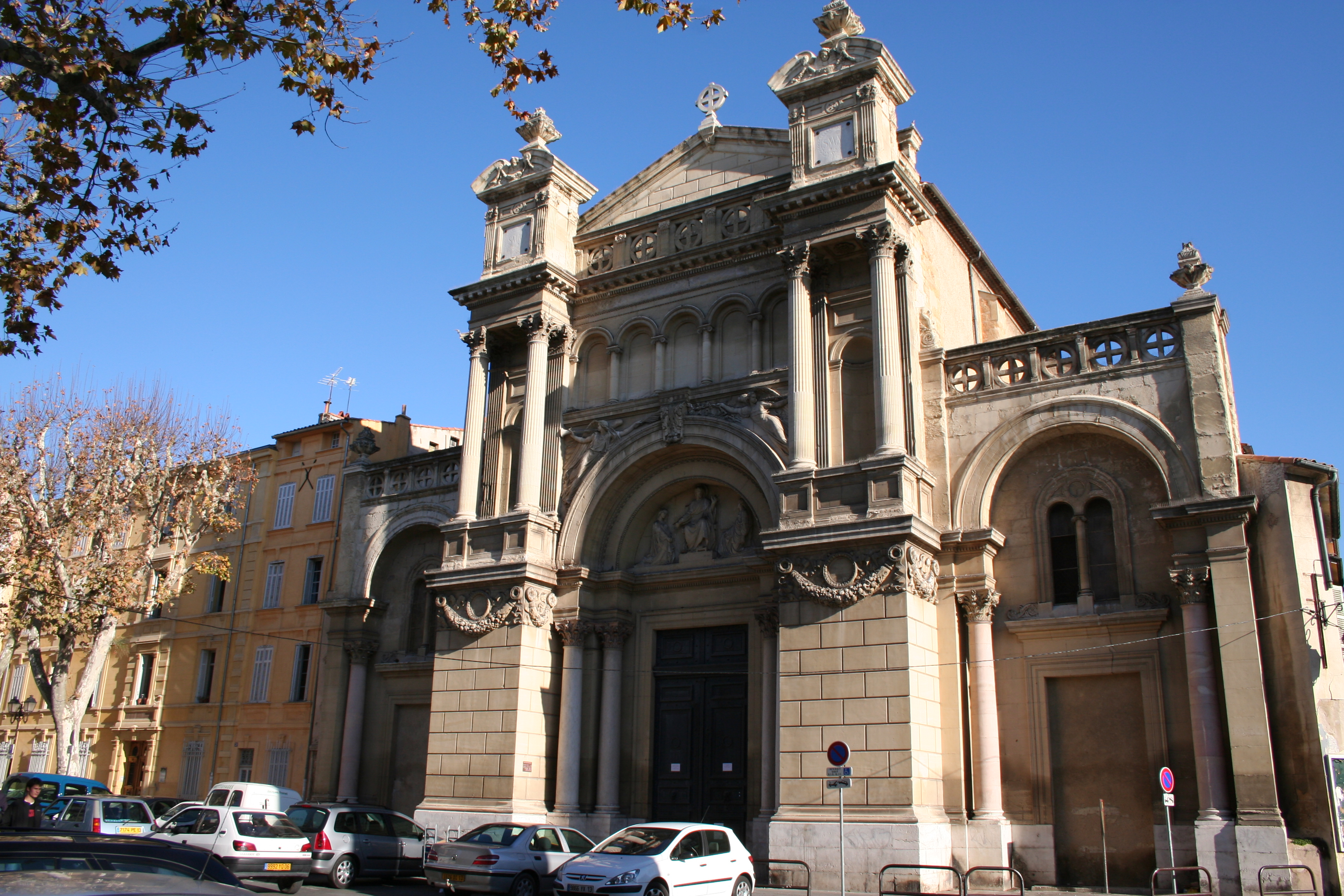
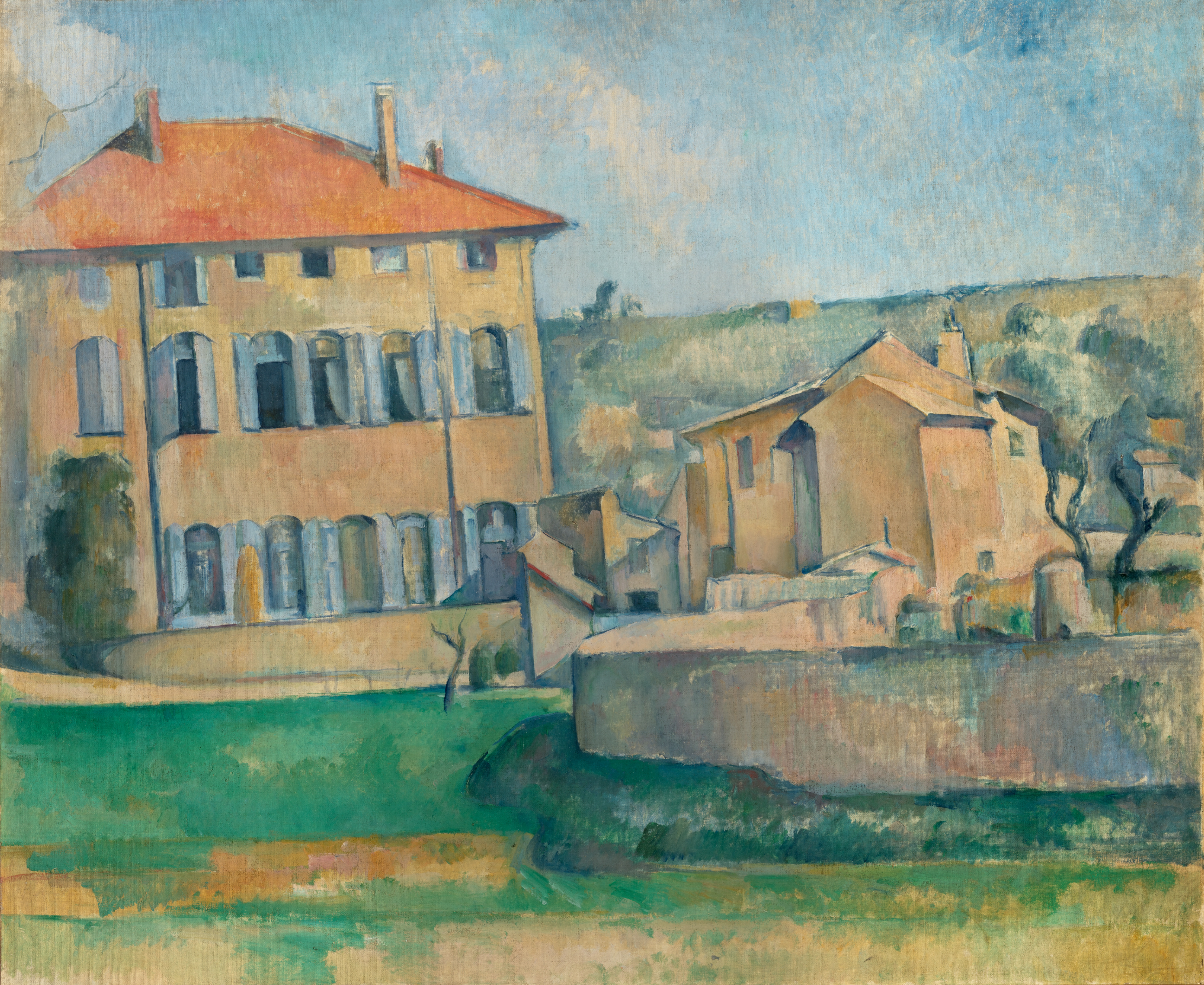
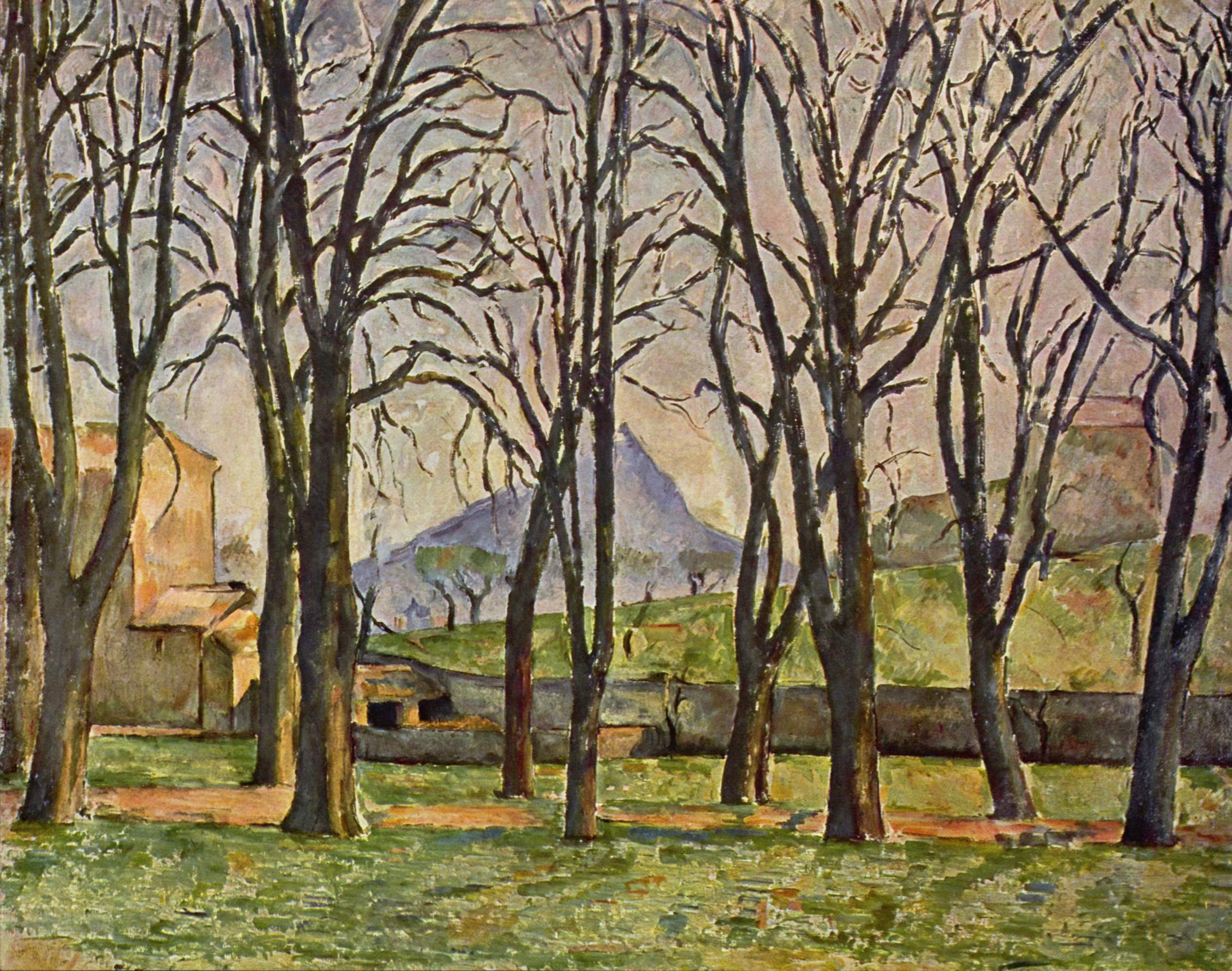
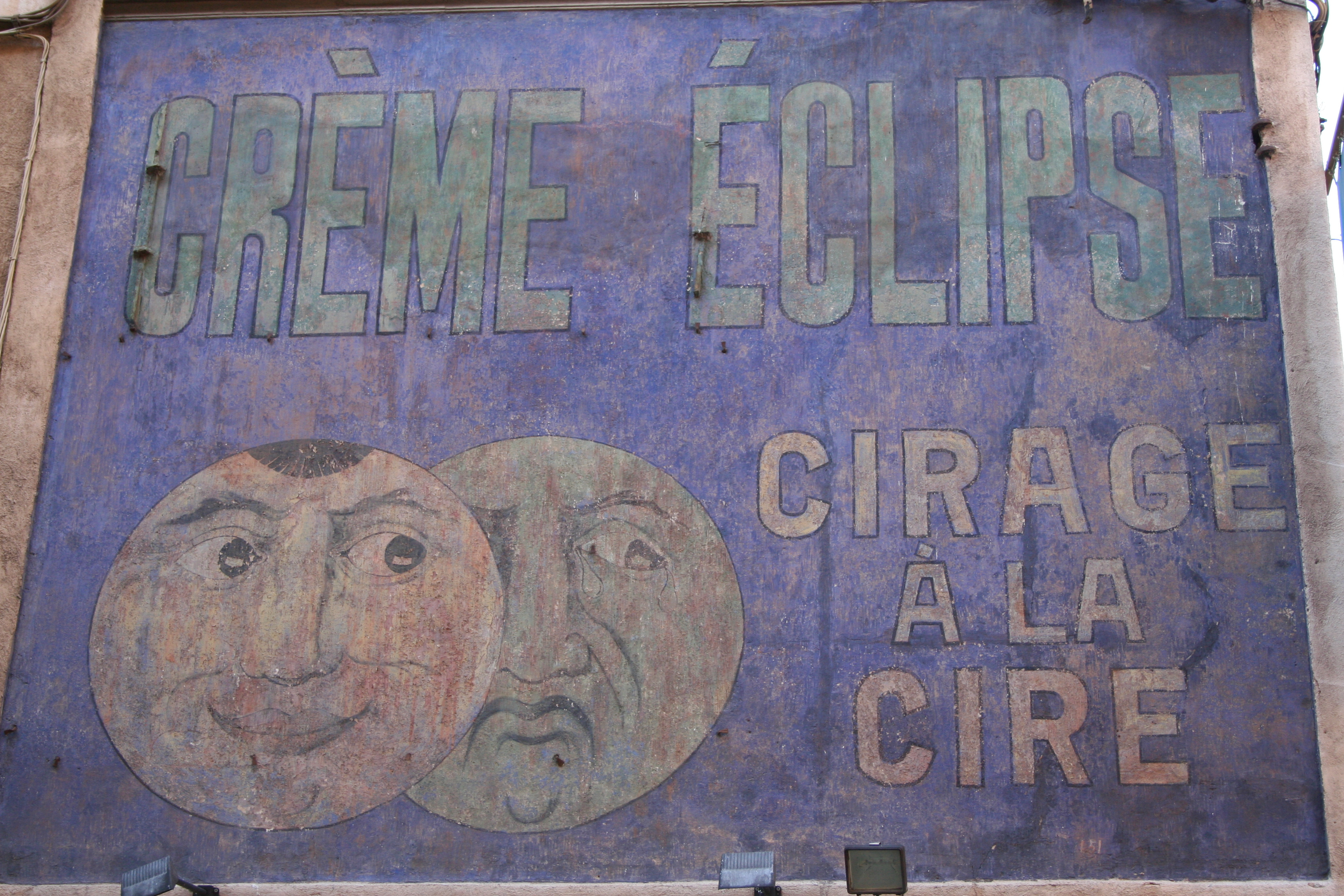
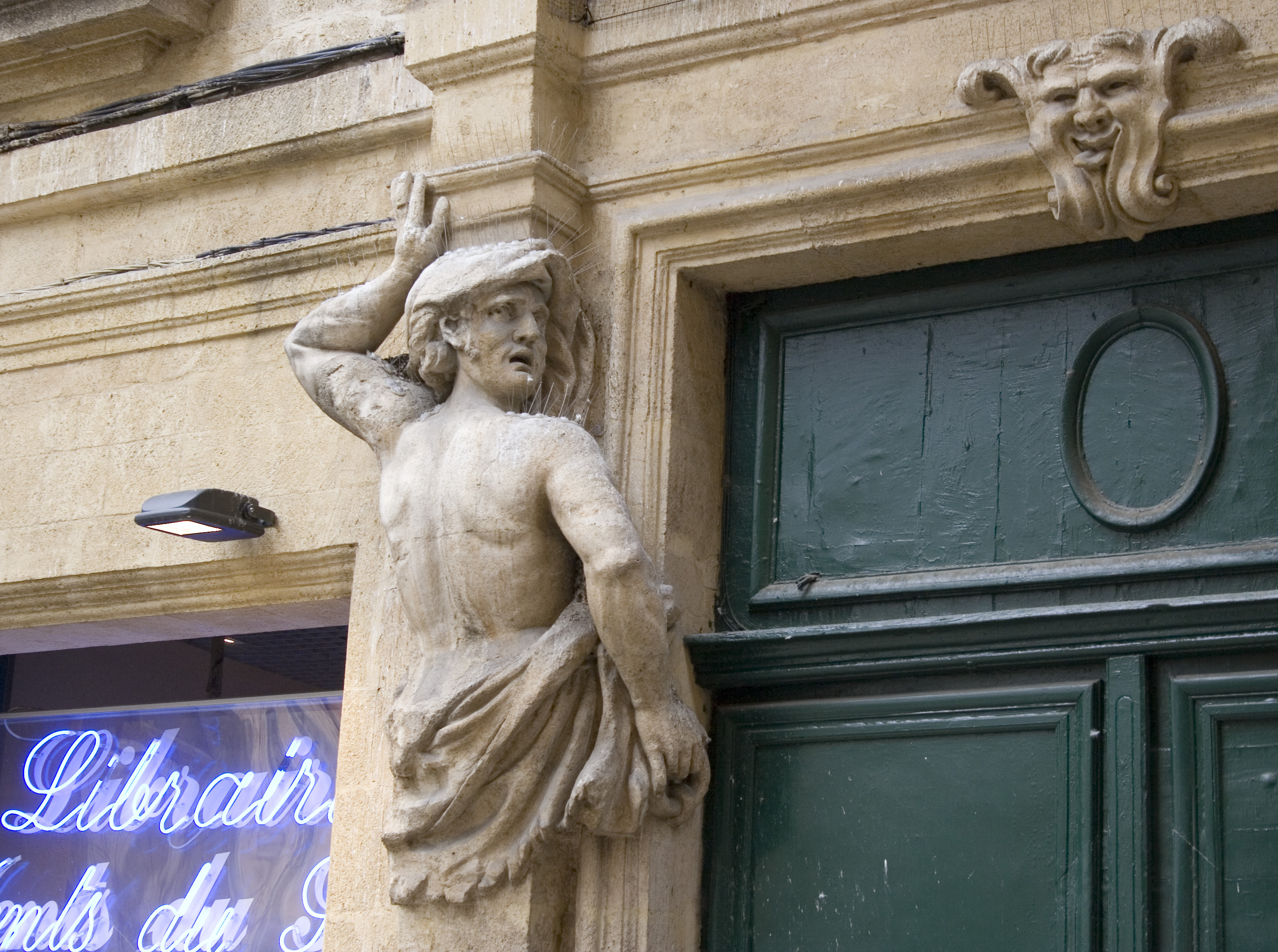
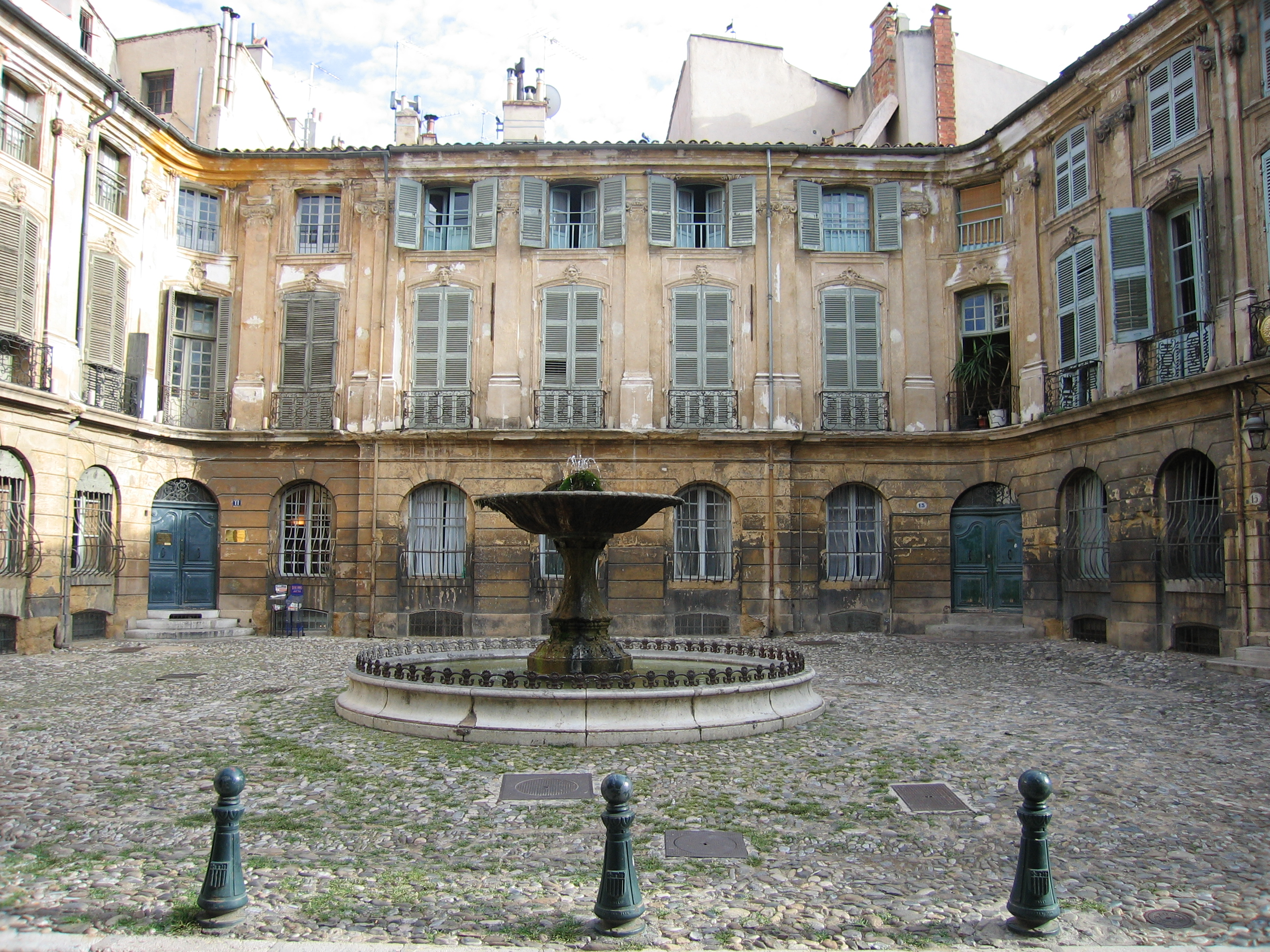
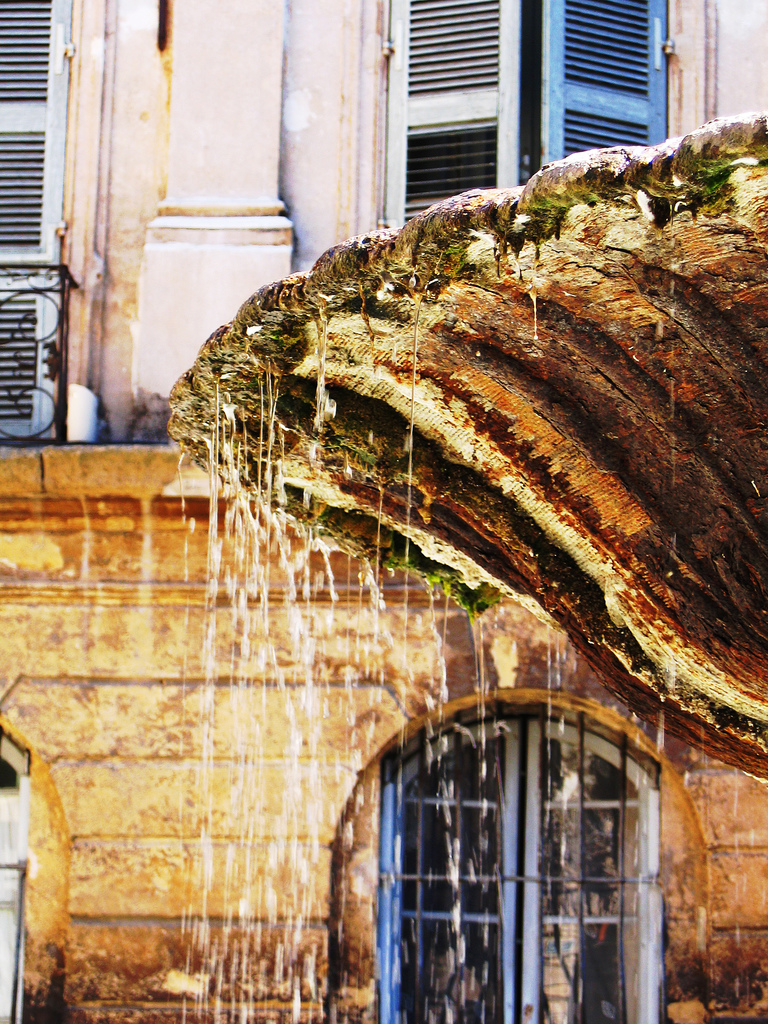
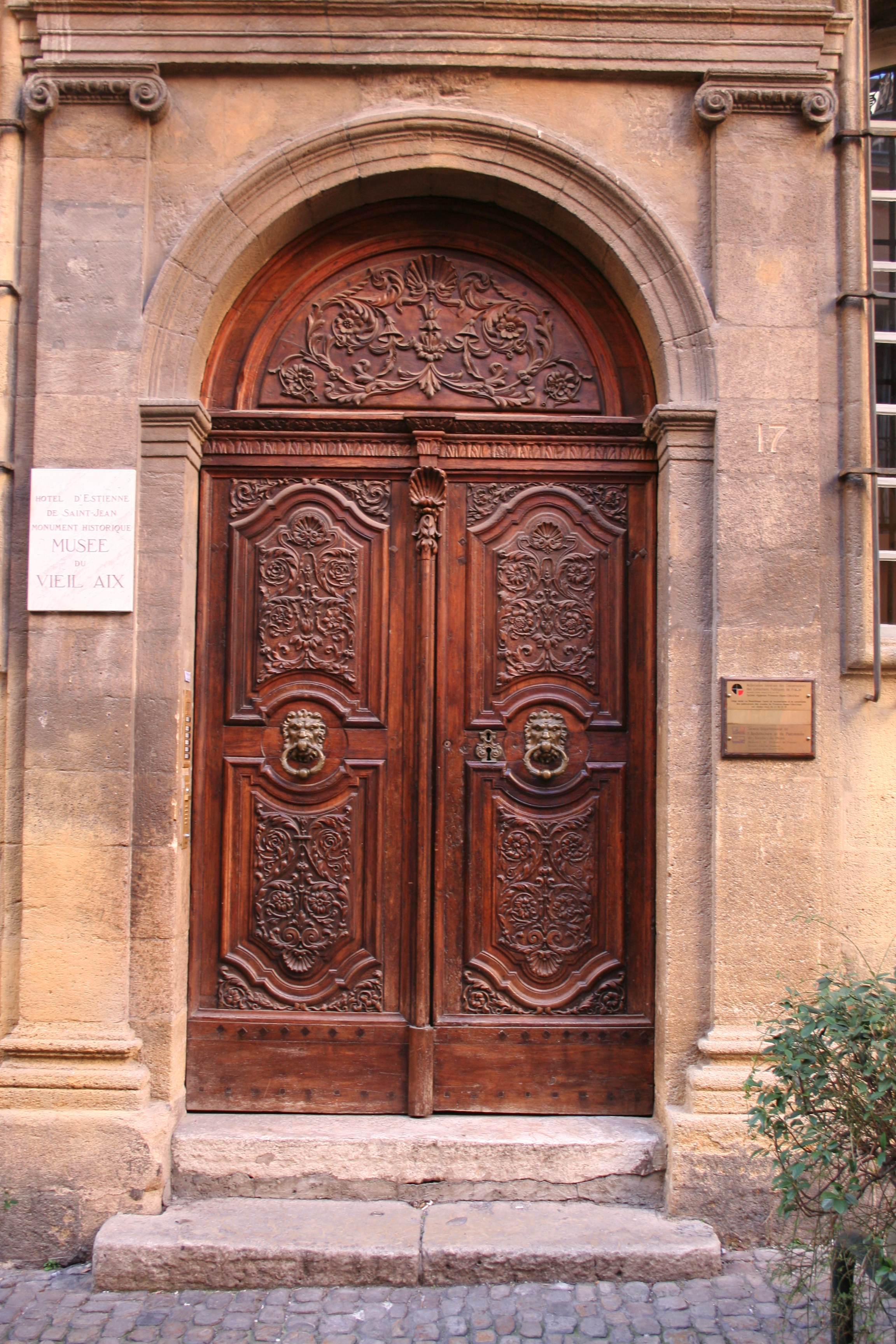
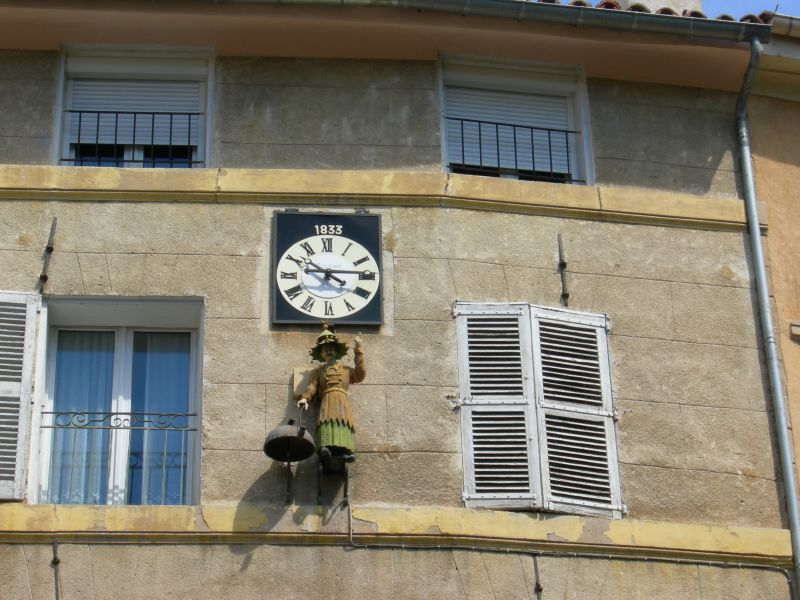
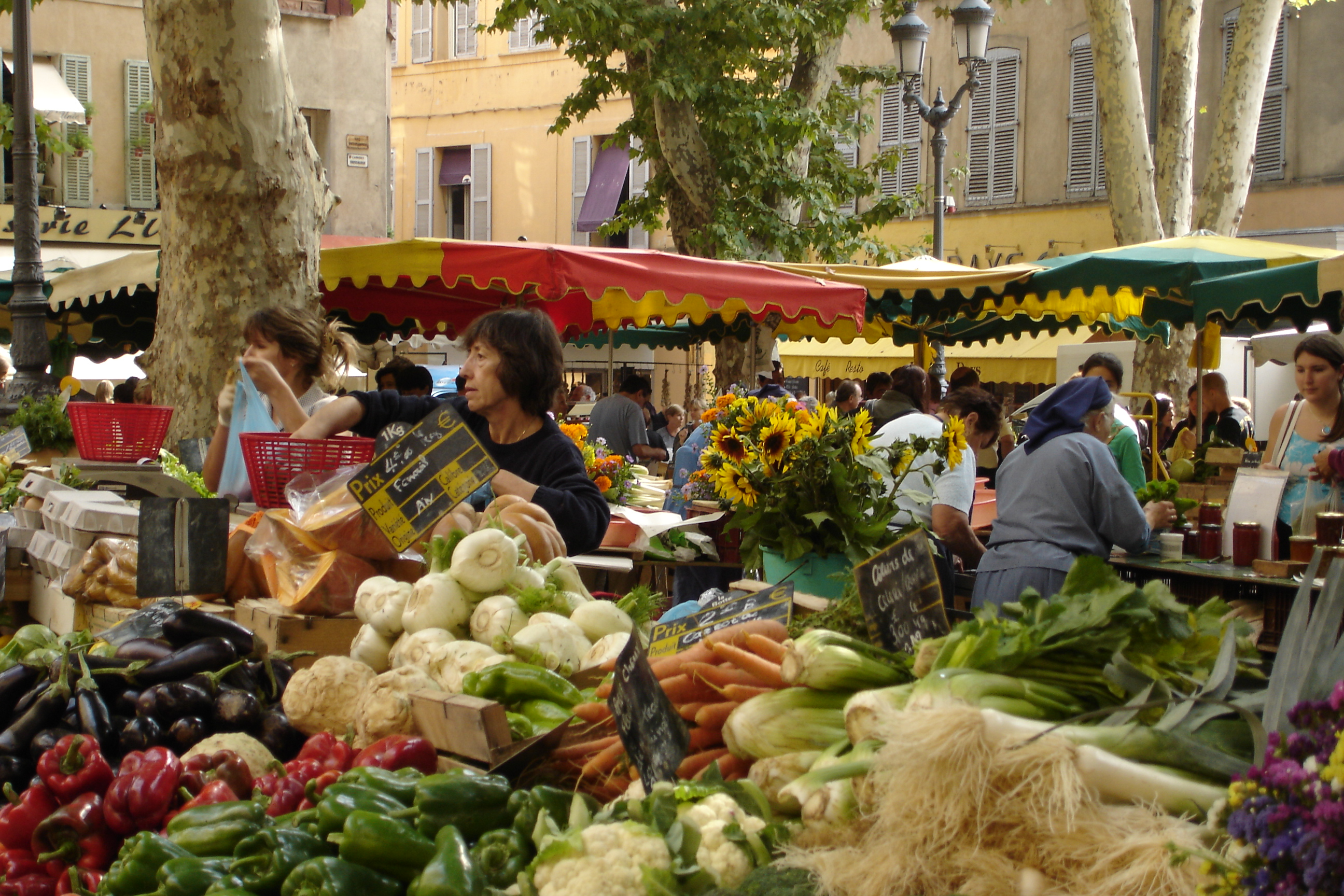
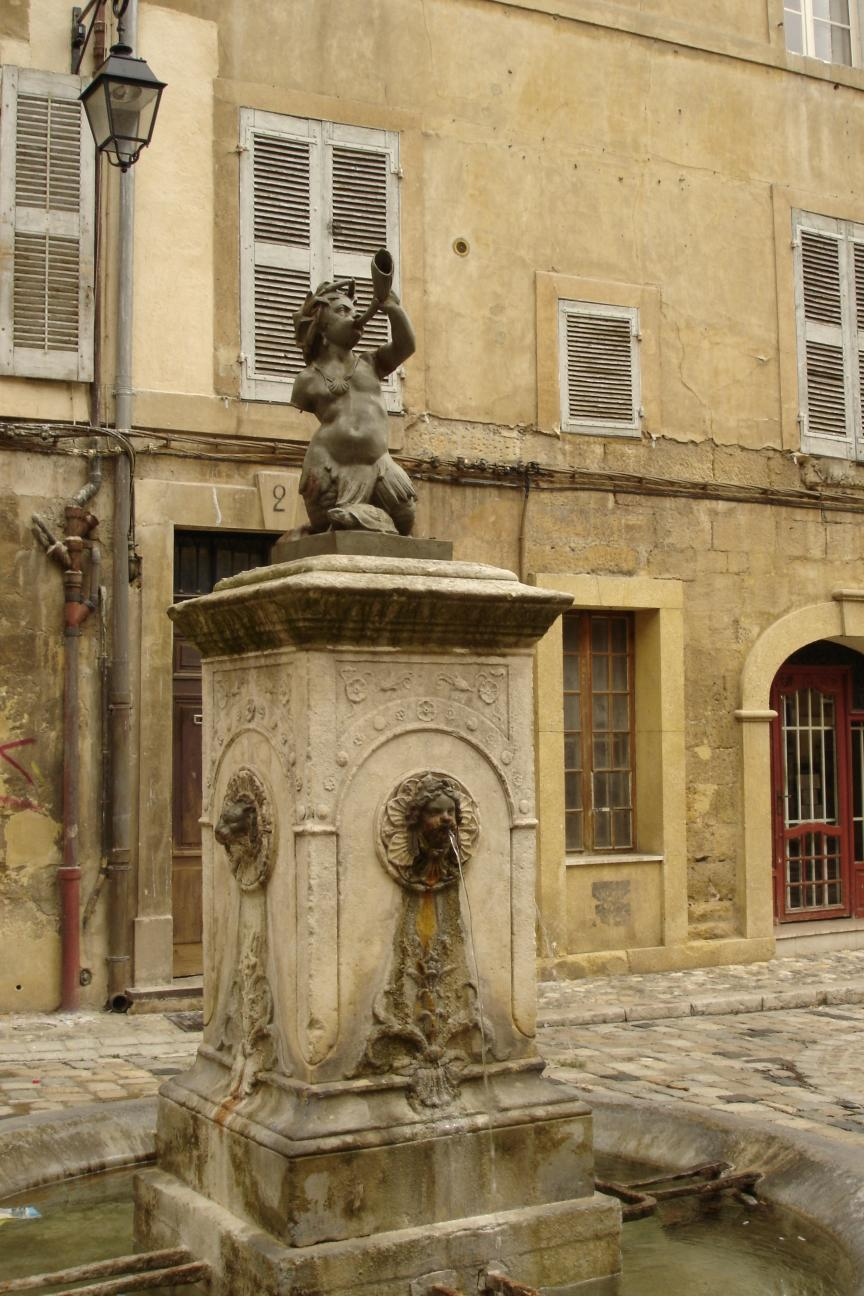
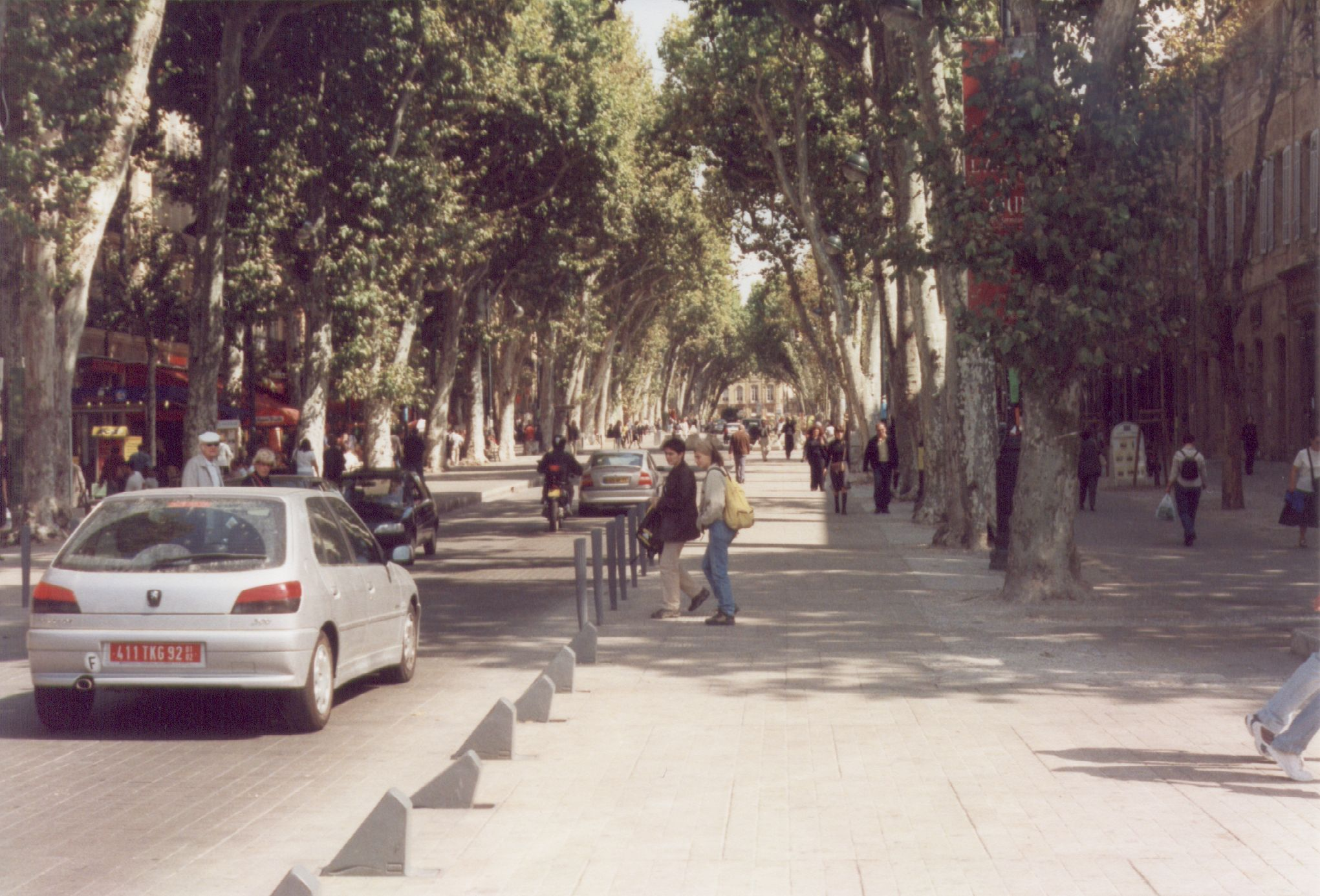
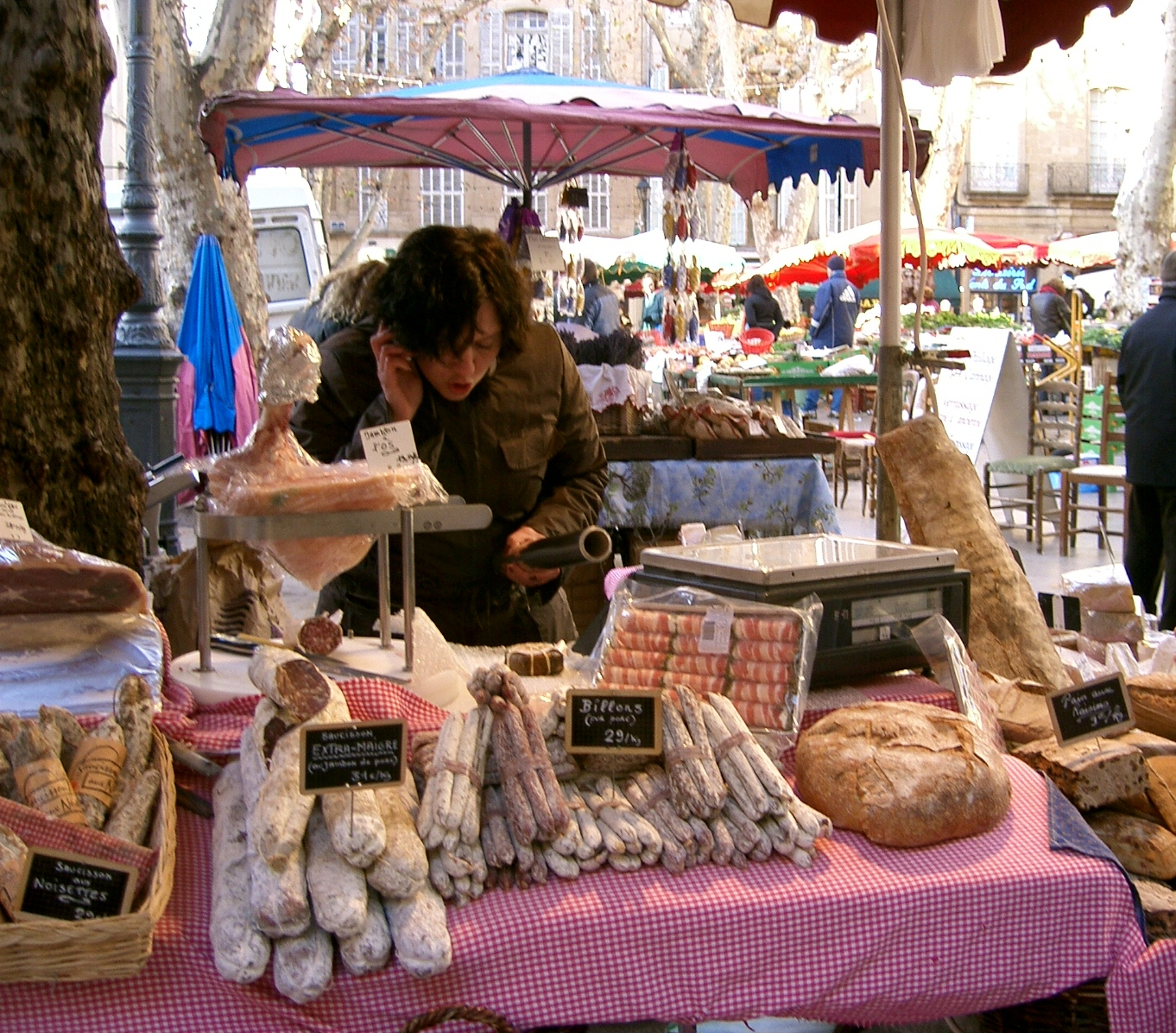
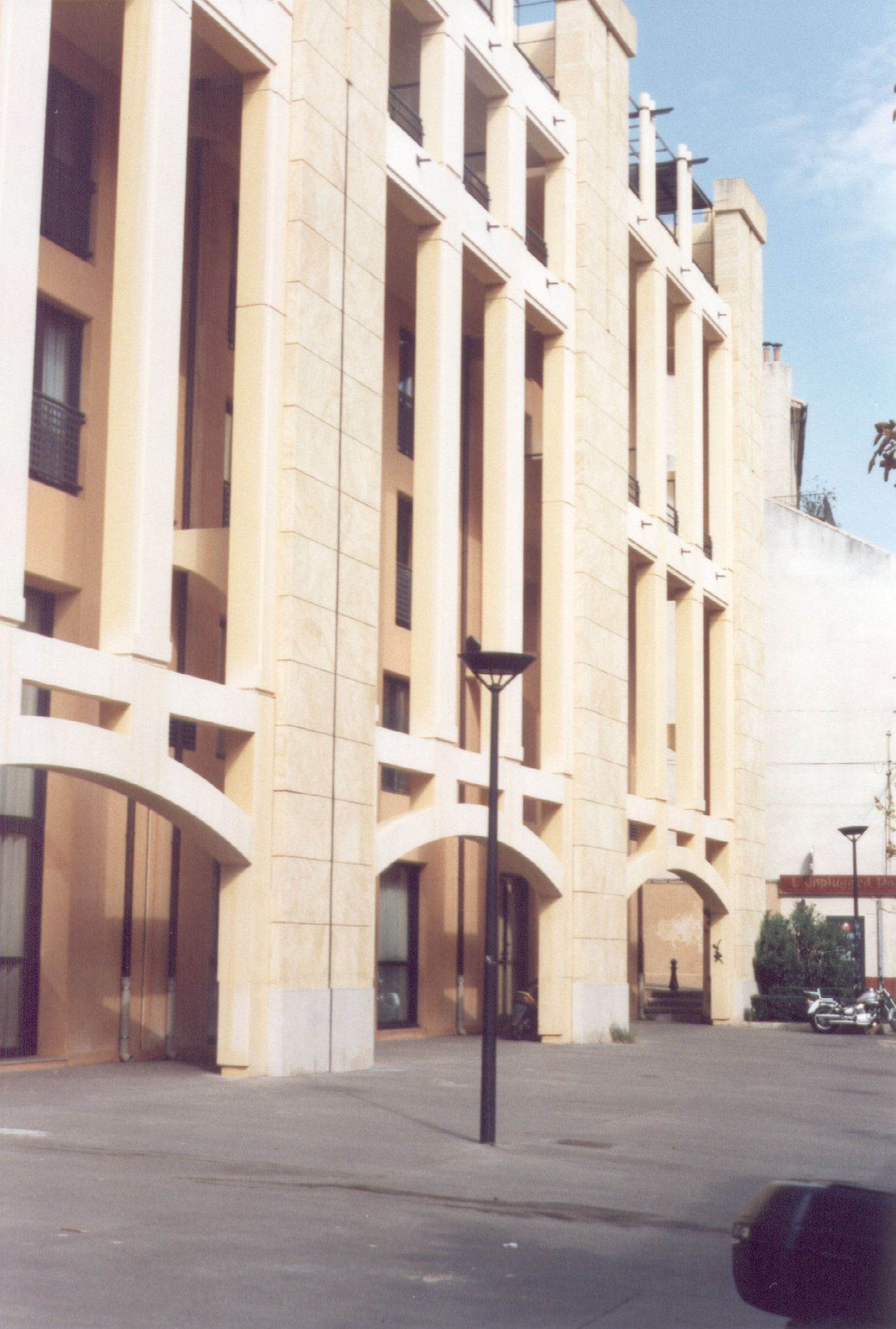